# Флопяцевская азбука

В рукописи Московской Публичной библиотеки О. XVI. 2 (Толст. III, 27) л. 94 об. находится ключ к «флопяцевской азбуке» (см. рис.).
В этой азбуке «затемненный» алфавит состоит из:
- десяти греческих букв — «дельта» для буквы Е, «омега» для букв И, У и О, «ипсилон» для букв А, Б и И, «ро» для буквы Р, «сигма» для буквы С, «фи» для буквы Ф, «хи» для русской буквы «кси» и «пси» для русской буквы «пси».
- шести глаголических — для букв В, Г, Д, Л, М и П.
- девяти кириллической замены — буква Ы заменяет на письме букву К, буква Я — Ж, буква Ч меняет букву Л и букву Ъ, буква З меняет букву От, М — Ш, варианты буквы Е — Ы и Ь, буква К меняет Ю.
- и тринадцати специально придуманных знаков.

Кроме того для десяти букв — В, Г, Д, И, Л, М, О, П, Р и Ч — азбука дает по несколько начертаний, что вполне может быть передовым для того времени приемом затруднения дешифровки тайнописи. Из этих десяти букв пять — В, И, Л, О и Р — из первого десятка самых частых букв современного русского языка. Если принять, что в древнерусском языке частотные характеристики употребления букв отличались не на много, то выбор десятка «усложненных» букв не представляется случайным.
Другой возможный прием усложнения дешифровки тайнописи — использование для разных букв незначительно отличающиеся друг от друга вариантов букв-знаков:
- Так для одной из букв И, для буквы У и для буквы О используется знак «омега». В алфавитной таблице эти «омеги» явно отличаются, но на письме их вполне можно принять за одну букву.
- Для букв А и Б использованы варианты «ипсилона».
- Похожие придуманные знаки для букв М и Ш.
- Похожие знаки Ч используются для букв Л и Ъ.

По знаковой системе эта тайнопись в сродстве с тайнописями:
- Ключ к тайнописи из хронографа XVII века.
- Ключ к тайнописи из рукописи библиотеки Синодской типографии № 1028.
- Ключ к «азбуке копцева».

Количество общих знаков показано на рис. 2.

## Примечание
1. ↑  Сперанский (см. лит.) дает эту азбуку как «лопяцевская» и указывает, что чтение её названия начинается с «фиты». (см. рис.) Но почему «фита» у него не читается, он ничего не говорит.